# Karolina Szymczak
Karolina Szymczak (ur. 25 października 1991 w Złotoryi) – polska modelka i aktorka.

## Życiorys
Urodziła się 25 października 1991 w Złotoryi. Ukończyła Liceum Ogólnokształcące im. Henryka Sucharskiego w Złotoryi i studia w zakresie marketingu internetowego w Dolnośląskiej Szkole Wyższej we Wrocławiu. Po studiach przeprowadziła się do Warszawy, gdzie rozpoczęła karierę jako modelka. Pracowała w Stanach Zjednoczonych i Europie, promując liczne domy mody i marki odzieżowe. W marcu 2013 jej sesja została opublikowana w amerykańskiej edycji magazynu „Playboy”.
Jako aktorka zadebiutowała rolą Alkmeny w filmie Bretta Ratnera Herkules (2014), w którym dostała rolę m.in. ze względu na swoją narodowość – reżyser poszukiwał aktorki z Polski. Chcąc rozwijać się jako aktorka, po pracy na planie tego filmu podjęła studia w szkole teatralnej Margie Haber Acting School w Los Angeles. Następnie wystąpiła w filmach: Gwiazdy (2017), Diablo. Wyścig o wszystko (2019), To musi być miłość (2021) i Babilon (2022).
Od 2016 jest partnerką, a od 2019 – żoną aktora Piotra Adamczyka. Choruje na endometriozę.